# Идеальный побег
«Идеальный побег» (англ. A Perfect Getaway) — триллер Дэвида Туи, вышедший в российский кинопрокат 3 сентября 2009 года.

## Сюжет
Молодожёны Сидни и Клиф проводят свой медовый месяц на Гавайях. Во время поездки на пляж они встречают молодожёнов Клео и Кейла, которые просят их подвезти. Клифф чувствует дискомфорт, глядя на рослого, физически крепкого и уверенного в себе Кейла. Сидни и Клифф отказываются, сославшись, что им не по пути. Приехав на пляж, они отправляются в пеший поход по острову, во время подъема в гору молодожены знакомятся с улыбчивым и очень спортивным парнем по имени Ник и его девушкой Джиной. Ник, не расстающийся с флягой и боевым ножом, ловко управляется с охотничим луком, а Джина способна разделать оленя практически без помощи ножа. Как говорит одна из героинь — как много мы порой рассказываем о себе в отпуске тем, с кем только что познакомились — так и происходит, пары общаются друг с другом и рассказывают о себе больше, чем порой друзьям. Пары решают продолжить путешествие вместе. Но тут они узнают, что на островах происходят убийства молодых пар, в которых подозревают пару мужчину и женщину. У Клиффа с Сидни возникает жуткое подозрение о том, что Ник с Джиной — та самая парочка убийц. Но деваться молодоженам некуда — они боятся, что если попытаются скрыться, то их немедленно убьют. Пары начинают подозревать друг друга, но в тот момент, когда они уже готовы разойтись, молодые люди видят, как арестовывают Клео и Кейла, которых Сидни и Клифф встретили по пути на пляж. Именно их сочли убийцами, и найденные среди их вещей улики подтверждают подозрения полиции.
Прибыв на удаленный пляж, Клифф убеждает Ника исследовать морскую пещеру вместе с ним, пока Сидни и Джина ждут на пляже. Оказавшись наедине с Клиффом в пещере, Ник понимает, что его обманули. Когда Клифф достает пистолет, выясняется, что настоящие Клифф и Сидни были неопознанными жертвами двойного убийства, убитыми их самозванцами. Самозванец Клифф — это Рокки, именно они с Сидни совершали убийства. Джина становится свидетелем того, как Рокки стреляет в Ника и пытается сбежать. Между Сидни и Джиной завязывается драка, Джина скидывает Сидни со скалы в море, та уплывает на лодке. Рокки говорит Сидни ввести полицию в заблуждение и сказать, что Ник с Джиной убийцы. Рокки пытается убить Джину.
Погоня Рокки за Джиной останавливается появлением Ника, который выжил в результате выстрела из-за металлических пластин в голове от ранее упомянутой военной травмы. Ник берет верх и держит Рокки под дулом пистолета, но на место прибывает полицейский вертолет, с которым связалась Сидни, предупреждая Ника, что он будет застрелен, если не освободит Рокки. Ник пытается убить Рокки, но Джина заставляет Ника отступить. Сидни смотрит, как Джина и Ник обнимаются, Сидни говорит, что Рокки — убийца, полиция стреляет в него, когда он нацеливается пистолетом на Ника и Джину.
Возвращаясь на вертолете, Ник делает предложение Джине.

## В ролях
- Милла Йовович — Сидни
- Стив Зан — Клифф Андерсон / Рокки
- Киле Санчес — Джина
- Тимоти Олифант — Ник
- Марли Шелтон — Клео
- Крис Хемсворт — Кейл
- Дейл Дикки
- Трэвис Уиллингэм — Томми

Съёмки фильма проходили в Пуэрто-Рико и на Гавайских островах.